# Valmsjön (Anundsjö socken, Ångermanland, 708277-159250)
Valmsjön är en sjö i Örnsköldsviks kommun i Ångermanland och ingår i Moälvens huvudavrinningsområde. Sjön har en area på 0,116 kvadratkilometer och ligger 358,1 meter över havet.

## Delavrinningsområde
Valmsjön ingår i det delavrinningsområde (708398-159062) som SMHI kallar för Ovan 708217-159301. Medelhöjden är 376 meter över havet och ytan är 10,45 kvadratkilometer. Det finns inga avrinningsområden uppströms utan avrinningsområdet är högsta punkten. Mjölksjöbäcken som avvattnar avrinningsområdet har biflödesordning 2, vilket innebär att vattnet flödar genom totalt 2 vattendrag innan det når havet efter 125 kilometer. Avrinningsområdet består mestadels av skog (69 procent) och sankmarker (25 procent). Avrinningsområdet har 0,33 kvadratkilometer vattenytor vilket ger det en sjöprocent på 3,2 procent.